# Pierre Strinati
Pour les articles homonymes, voir Strinati.
Pierre Strinati, né en 1928 à Genève est un spéléologue suisse, scientifique, et négociant en textile.
Spécialiste de littérature populaire, il est à l'origine du club français d'amateurs de bande dessinée, fondé en 1962.
Il est également connu pour avoir découvert de nombreuses espèces animales, comme le Spélerpès de Strinati (Speleomantes strinatii) ou le pseudoscorpion Pseudoblothrus strinatii. En 1979 il a été nommé membre correspondant du Muséum d'histoire naturelle de Genève.

## Biographie
Issu d'une famille de négociants en textile, il reprend l'entreprise familiale à 24 ans après avoir achevé des études commerciales et scientifiques. La gestion de celle-ci ne l'empêche pas de se consacrer à diverses activités intellectuelles et scientifiques.
Passionné de science-fiction, il participe en 1956 avec son ami Demètre Ioakimidis à des clubs et revues d'amateurs où il rencontre notamment Pierre Versins. En 1960, il entame une collaboration avec le mensuel français Fiction, où il publie en juillet 1961 un article consacré à son centre d'intérêt pour les comic strips américains d'avant-guerre. Rapidement, de nombreux lecteurs de la revue se mettent à correspondre et à débattre de la bande dessinée. Bien que Strinati ne participe pas à ces débats, son article est « détonateur qui enclenche le processus de légitimation et de réhabilitation de la bande dessinée en Europe ». Quelques mois plus tard et en mars 1962, ils s'organisent formellement en Club des bandes dessinées, présidé par Francis Lacassin, association à l'origine de la bédéphilie et des études sur la bande dessinée en Europe. S'il devient correspondant suisse du club, il s'implique peu dans son fonctionnement quotidien.
Plus encore qu'à la culture populaire, Strinati s'intéresse en effet principalement à la science. En 1959, il voyage aux Canaries pour observer une éclipse solaire totale ; en 1965, il participe pour Paris-Match à une visite de Cap Canaveral, etc. À la fin des années 1970, il abandonne la direction de son entreprise pour se consacrer à l'exploration et la recension d'espèces nouvelles, notamment dans les grottes.

## Taxons dédiés
Pierre Strinati est le dédicataire de nombreux taxons, récoltés par lui-même, le plus souvent dans les grottes, mais également dans d'autres milieux. Deux genres lui sont dédiés :
- Strinatacarus Mahunka, 1974
- Strinatia Chopard, 1970

Ainsi que plus d'une cinquantaine d'espèces et sous-espèces, dont :
- Aegla strinatii Türkay, 1972
- Allotyphlus strinatii Coiffait, 1957
- Arganotus strinatii Šilhavý, 1979
- Armadillidium strinatii Vandel, 1961
- Atemnus strinatii Beier, 1977
- Atheta strinatii Jarrige, 1952, désormais synonyme de Atheta orcina (Fauvel, 1875)
- Bagauda strinatii Villiers, 1970
- Bathysciola (Bithyniella) strinatii Jeannel, 1955, désormais Bithyniella strinatii (Jeannel, 1955)
- Belisana strinatii Huber, 2005
- Brevitalitrus strinatii Stock, 1997
- Cafrotyphlus strinatii Coiffait 1977
- Chthonius strinatii Mahnert, 1975
- Copelatus strinatii Guignot, 1958
- Eukoenenia strinatii Condé, 1977
- Eulissus strinatii Scheerpeltz, 1958, désormais Thyreocephalus strinatii (Scheerpeltz, 1958)
- Gaucelmus strinatii Brignoli, 1979
- Haplophthalmus strinatii Vandel, 1955, désormais Graeconiscus strinatii (Vandel, 1955)
- Harpactea strinatii Brignoli, 1979
- Hydromantes strinatii Aellen, 1958
- Isocranaus strinatii Šilhavý, 1979
- Kimakiglyphus strinatii Fain, 1977
- Lepthyphantes strinatii Hubert, 1970
- Mimetus strinatii Brignoli, 1972
- Neocheiridium strinatii Mahnert & Aguiar, 1986
- Oribatella strinatii Mahunka, 1979
- Onychiurus handschini strinatii Gisin, 1963, désormais synonyme de Deuteraphorura handschini (Denis, 1924)
- Oppia strinatii Mahunka, 1980, désormais synonyme de Ramusella (Rectoppia) strinatii (Mahunka, 1980)
- Origmatogona strinatii Manfredi, 1956
- Pachylospeleus strinatii Šilhavý, 1974
- Paraliochthonius strinatii Beier, 1974, désormais Tyrannochthonius strinatii (Beier, 1974)
- Parajapyx strinatii Pagés, 1975
- Phaeophilacris strinatii Chopard, 1958
- Porcellio strinatii Vandel, 1960
- Protoleptoneta strinatii Brignoli, 1976, désormais Leptonetela strinatii (Brignoli, 1976)
- Pseudoblothrus strinatii Vachon, 1954
- Pseudochthonius strinatii Beier, 1969
- Pseudonannolene strinatii Mauriès, 1974
- Pseudosinella strinatii Gisin, 1952
- Pseudosinella strinatii Christiansen, 1973, homonyme junior du précédent remplacé par Pseudosinella petrustrinatii Christiansen in Reddell, 1981
- Roeweriana strinatii Brignoli, 1976, désormais Histopona strinatii (Brignoli, 1976)
- Royerella strinatii Jeannel, 1955, désormais synonyme de Royerella villardi sermeti Jeannel, 1948
- Scutacarus strinatii Cooreman, 1959
- Segrea strinatii Denis, 1959, désormais synonyme de Paraleptoneta spinimana (Simon, 1884)
- Sensitibilla strinatii Lienhard, 2000
- Spermophora strinatii Brignoli, 1972, désormais Metagonia strinatii (Brignoli, 1972)
- Sphaerochthonius strinatii Mahunka, 1982
- Stenasellus strinatii Magniez, 1991
- Strandia strinatii Šilhavý, 1974, désormais Gagrella strinatii (Šilhavý, 1974)
- Symploce strinatii Roth, 1988
- Trogolaphysa strinatii Yoshii, 1988
- Trombicula strinatii Cooreman, 1951
- Tuberdillo strinatii Schmalfuss & Ferrara, 1983, désormais Ctenorillo strinatii (Schmalfuss & Ferrara, 1983)
- Turkanillus strinatii Coiffait, 1956, désormais Prioniomus strinatii (Coiffait, 1956)
- Tychobythinus strinatii Besuchet, 1982

Il est lui-même co-descripteur, avec Bruno Condé, d'un palpigrade de Madère :
- Eukoenenia madeirae Strinati & Condé, 1995

## Publications

### Recueils de photographies
- Grottes et Paysages de l'Atlas au Taurus (préface de Norbert Casteret), Genève : Georg, 1956.
- Les Châteaux magiques de Louis II (texte de Jacques Mercanton), Lausanne : Clairefontaine  La Guilde du livre, 1963.
- Die Traumschlösser König Ludwigs II. (texte de Jacques Mercanton), Starnberg : Josef Keller Verlag, 1964.
- Voiturobjets : Collection Pierre Strinati, Genève : Georg, 1968 (OCLC 717948969).
- Clair de roche (avec Serge Nazarieff), Genève : Bernard Letu, 1981 (OCLC 16129739).
- Châteaux en Bavière, Genève : Bernard Letu, 1983  (ISBN 2880510139).
- Cave girls, Genève : Les Editions du Fond, 2013  (ISBN 978-2-88374-022-8).
- Pierre Strinati, Hermance, Fondation Auer Ory pour la photographie, coll. « Carnet » (no 12), 2015 (OCLC 987333572). Catalogue d'une exposition de photographie du 5 septembre au 15 novembre 2015.

### Texte
- Faune cavernicole de la Suisse, Paris, Éditions du Centre national de la recherche scientifique, 1966 (OCLC 835666467). Thèse de doctorat.
- Guide des grottes d'Europe occidentale  (avec Villy Aellen), Neuchâtel et Paris, Delachaux et Niestlé, 1975, 316 p. (ISBN 2-603-00009-8).
- (it) Guida alle grotte d'Europa  (trad. Luciana Cigna Rossi, avec Villy Aellen), Bologna, Nicola Zanichelli Editore, 1976, 246 p..
- (de) Die Höhlen Europas  (trad. Konrad Kirch, avec Villy Aellen), München, Bern, Wien, BLV Verlagsgesellschaft, 1977, 274 p. (ISBN 3-405-11546-9).
- (es) Guía de las grutas de Europa  (trad. Carles Ribera Almerje, avec Villy Aellen), Barcelona, Ediciones Omega, 1978, 376 p. (ISBN 84-282-0505-1).
- Voyage biospéologique autour du monde  (avec Villy Aellen), Paris, Spéléo-Club de Paris, coll. « Mémoires du Spéléo-Club de Paris » (no 9), 1983 (OCLC 33469414).
- Faune souterraine du Département de la Haute-Savoie  (avec Marcel Meyssonnier et Villy Aellen), Lyon, Comité Spéléologique Régional Rhône-Alpes, coll. « Emergences spéléos Rhône-Alpes. Numéro spécial », 1987 (OCLC 637887555).
- Voyage spéléologique autour du monde  (avec Villy Aellen), Granges, Bibliothèque de la Société suisse de spéléologie, coll. « Stalactite » (no 18), 2009 (ISBN 978-2-88374-019-8).